# Marie Bunel
Marie Bunel   (Champigny-sur-Marne, 27 de maig de 1961) és una actriu de cinema i escena francesa.

## Biografia
Va assistir al Lee Strasberg Theatre and Film Institute a West Hollywood, Califòrnia i va rebre classes de Blanche Salant al Centre Americà de París.
Està casada amb l'actor Vincent Winterhalter, el pare del qual va ser l'actor Vania Vilers (1938-2009).

## Treballs

### Llargmetratges
- Holiday Hotel (dir. Michel Lang, 1977)
- Les Filles du régiment (dir. Claude Bernard-Aubert, 1978)
- La Boum 2 (dir. Claude Pinoteau, 1982)
- The Blood of Others (dir. Claude Chabrol, 1984)
- Gros Dégueulasse (dir. Bruno Zincone, 1985)
- Le Gaffeur (dir. Serge Pénard, 1985)
- Story of Women (dir. Claude Chabrol, 1988)
- La Révolution française (dir. Robert Enrico, Richard T. Heffron, 1989)
- La Reine blanche (dir. Jean-Loup Hubert, 1990)
- Le Secret de Sarah Tombelaine (dir. Daniel Lacambre, 1990)
- La Discrète (dir. Christian Vincent, 1990)
- Gito l'ingrat (dir. Léonce Ngabo, 1992)
- Rupture(s) (dir. Christine Citti, 1992)
- Couples et Amants (dir. John Lvoff, 1993)
- Le Bateau de mariage (dir. Jean-Pierre Améris, 1994)
- Les Misérables (dir. Claude Lelouch, 1994)
- Lou n'a pas dit non (dir. Anne-Marie Miéville, 1994)
- Au petit Marguery (dir. Laurent Bénégui, 1995)
- Ma vie en rose (dir. Alain Berliner, 1997)
- Family Pack (dir. Chris Vander Stappen, 2000)
- Seventeen Times Cecile Cassard (dir. Christophe Honoré, 2002)
- Les Fautes d'orthographe (dir. Jean-Jacques Zilbermann, 2004)
- The Chorus (dir. Christophe Barratier, 2004)
- Saint-Jacques… La Mecque (dir. Coline Serreau, 2004)
- Arsène Lupin (dir. Jean-Paul Salomé, 2004)
- Le Silence de la Mer (dir. Pierre Boutron, 2004)
- Demandez la permission aux enfants (dir. Éric Civanyan, 2007)
- A Girl Cut in Two (dir. Claude Chabrol, 2007)
- Trois Amis (dir. Michel Boujenah, 2007)
- Bellamy (dir. Claude Chabrol, 2009)
- La Ligne blanche (dir. Olivier Torres, 2011)
- La nouvelle guerre des boutons (dir. Christophe Barratier, 2011)
- Jappeloup (dir. Christian Duguay, 2013)
- An Accidental Soldier (dir. Rachel Ward, 2013)
- C'est beau la vie quand on y pense (dir. Gérard Jugnot, 2017)

### Televisió
- A Tale of Two Cities (1989)
- Joséphine, ange gardien (1 Episodi, 2015)

### Curtmetratges
- Une soirée perdue (dir. Cécile Decugis, 1984)
- Amélie palace (dir. Marie Hélia, 1991)
- Passera-t-il ? (dir. Claude Duty, 1991)
- Paroles passagères (dir. Denis Jutzeler, 1992)
- La Fête des mères (dir. Chris Vander Stappen, 1998)
- Pluies (dir. Véronique Aubouy, 2004)
- Poids plume (dir. Nolwenn Lemesle, 2005)
- Juste une heure (dir. Virginie Peignien, 2007)

### Teatre
- Ce sacré bonheur (Jean Cosmos, Théâtre Montparnasse, 1986)
- Le Radeau de la Méduse (Roger Planchon, TNP Villeurbanne, 1995)
- Un cœur français (Jean-Marie Besset, Théâtre Hébertot, 1996)
- Le Radeau de la Méduse (Roger Planchon, Théâtre national de la Colline, 1996)
- Oncle Vania (Anton Tchekhov, Théâtre Hébertot, 1996)
- La Boutique au coin de la rue (Miklos Laszlo, 2002)
- Le Meilleur professeur (Daniel Besse, 2005)
- La Femme d'avant (Roland Schimmelpfennig, Théâtre des Célestins, 2006)
- Oncle Vania (Anton Tchekhov, Théâtre des Bouffes du Nord, Théâtre du Gymnase, Théâtre National de Nice, Théâtre des Célestins, 2009)
- Rêve d'Automne (Jon Fosse, Musée du Louvre, Théâtre de la Ville, 2010)
- Rêve d'Automne (Jon Fosse, La Criée, 2011)